# اروینگ ناکسون
اروینگ ناکسون (انگلیسی: Irving Naxon) زاده سال ۱۹۰۲م، در جرزی سیتی و درگذشته به تاریخ ۲۲ سپتامبر ۱۹۸۹م، در اوانستون، ایلینوی، در حدود سن ۸۷ سالگی، یک مخترع آمریکایی بود. 
سرشناسی وی بیشتر مدیون اختراع آرام‌پز است که امتیازش به نام او ثبت شده‌است. اروینگ ناکسون، همچنین اولین مهندس یهودی بود که به استخدام شرکت وسترن الکتریک درآمد.

## پیشینه شخصی
اروینگ ناکسون در سال ۱۹۰۲م، در جرزی سیتی، متولد شد. پدر خود را در ۲ سالگی از دست داد. مادرش یک مهاجر روس بود. نام خانوادگی اصلی وی ریشه آلمانی داشت و در ابتدای تولد ناچومسون، بود. به همین دلیل اروینگ پس از پایان جنگ بنابر وجود احساسات ضد آلمانی در سال۱۹۴۵م، نام خانوادگی خود را به ناکسون تغییر داد.

اروینگ ناکسون، یک برادر بزرگتر و یک خواهر کوچکتر از خود داشت. پس از مرگ پدر، خانواده اروینگ در دوران کودکی وی، ابتدا به فارگو، داکوتای شمالی منتقل شده و سپس به وینیپگ در کانادا مهاجرت کردند. مهاجرت به کانادا تدبیر مادر اروینگ در دوران جنگ جهانی اول بود تا پسر بزرگش به جنگ فرستاده نشود. در کانادا اروینگ ناکسون موفق شد یک دوره مهندسی برق را از طریق مکاتبه به پایان برساند. بعدها او مدتی به ایالات متحده بازگشت و در شیکاگو با زنی به نام فرن (Fern) ازدواج کرد و صاحب ۳ فرزند دختر شد.
سرانجام اروینگ ناکسون در ۲۲ سپتامبر ۱۹۸۹م، در سن ۸۷ سالگی دریک آسایشگاه سالمندان واقع در اوانستون، ایلینوی در گذشت و همسر خود به همراه ۳ دختر و ۵ نوه را باقی گذاشت.

## پیشینه شغلی
پس از دریافت مدرک مهندسی برق که از طریق مکاتبه به انجام رسیده بود، اروینگ ناکسون در سمت تلگرافچی به استخدام راه‌آهن کانادا پاسیفیک، درآمد. سپس به ایالات متحده نقل مکان کرد و در شیکاگو اولین مهندس یهودی بود که به استخدام شرکت وسترن الکتریک درآمد. همزمان وی در وقت آزاد خود روی ایده‌های فنی خود کار می‌کرد. همچنین اروینگ ناکسون به منظور بی‌نیاز شدن از پرداخت هزینه وکیل، خود در آزمون وکالت ثبت اختراعات شرکت کرد و مدرک وکالت به دست آورد. مدتی بعد او شرکت خود را تأسیس کرد.
در سال ۱۹۳۶م، ناکسون درخواستی برای اختراع آرام‌پز به نام خود ثبت کرد و در ۲۳ ژانویه سال۱۹۴۰م، امتیاز ساخت آرام‌پز رسماُ به وی تعلق گرفت. سپس در سال ۱۹۷۰م، بعد از بازنشستگی، اروینگ ناکسون، درعوض فروش سهام، کل حقوق امتیاز ساخت آرام‌پز را به شرکت (The Rival Company) فروخت و مبلغی یکجا دریافت کرد. علاوه بر آرام‌پز، بیش از ۲۰۰ اختراع به نام اروینگ ناکسون ثبت شده‌اند که بیشتر آنها مربوط به وسایل خانگی هستند.